# DJP연합
DJP연합은 김대중(DJ)과 김종필(JP)이 1997년 대통령 선거에서 단일화를 선언하고 DJ 정권 출범 후 약 3년 간 연립 내각을 구성한 것을 말한다.

## 발단
1996년 4월 11일에 치루어진 대한민국 제15대 총선에서 새정치국민회의를 창당한 김대중 총재는 79석이라는 저조한 성적을 기록하며 대권 가도에 적신호가 켜진다. 당시 김대중 총재의 정책참모기구였던 아태재단의 상임고문인 이강래는 호남 고립 구도를 깨기 위해서는 김종필의 자유민주연합(자민련)과 연합하는 방안을 보고서 형식으로 조언한다. 김대중 총재는 이를 적극 수용하고 96년 중순부터 자민련과의 정책공조를 추진하기에 이른다.

## 이론적 근거
DJP연합은 단순한 정치적 연합이 아닌 정치적 성향이 상반되었던 김대중-김종필의 연합이었기에 많은 이론적 연구가 수반되었다. 김대중 총재는 이를 위해 영국의 거국내각, 독일의 신호등 연정 등 다양한 사례를 조사하여 이론적 근거를 만들었다.

## 자민련 내에서의 DJ와의 연합 반발
자민련은 표면적으로는 김종필 총재가 장악하고 있었지만 세부적으로는 3개 계파로 나뉘어 있었다. 김종필 총재의 친위 세력이었던 충청계, 김영삼 대통령의 견제에 밀려 탈당한 TK 민정계, 그리고 중립파였다. 충청계의 수장은 김용환 부총재였고 TK 민정계의 수장은 박철언 의원, 중립파의 수장은 한영수 부총재였다.중립파와 충청계 대부분은 DJP연합에 부정적이었으나 TK 민정계는 DJP연합에 매우 찬성하는 입장이었고 박철언 의원은 적극적으로 나서게 된다.

### 비자금 사건이 촉발시킨 김대중 총재의 대대적 양보와 극적인 DJP연합 타결
신한국당의 강삼재 사무총장이 김대중 총재 비자금 사건을 터뜨렸고 국민회의는 일촉즉발의 비상이 걸리게 된다. 김대중 총재는 이에 자극받아 김종필 총재에게 대대적인 정치적 양보를 하게 되고 김종필 총재는 공동정부를 구성하는 대가로 대선후보 자리를 양보하고 충청표를 몰아주기로 약속을 한다.

## DJP연합 내용
- 대통령 후보는 김대중 총재로 하고 초대 국무총리는 김종필 (자민련) 총재로 한다.
- 대한민국 제16대 국회에서 내각제 개헌을 하기로 합의하며 실세형 국무총리로 한다.
- 경제부처의 임명권은 국무총리가 가지며 지방선거 수도권 광역단체장 중 한 명을

자유민주연합 (자민련) 소속으로 한다.

## 박태준의 합류
1997년 8월 일본에서 만난 김대중 총재와 박태준 전 최고위원이 만나 의견을 교환하고 자민련에 합류했다.
김대중-김종필-박태준의 연합으로 김대중의 열세 지역이었던 대구, 경북으로 지지세가 확산되는데 일조했다.

## DJP연합의 파괴력
- 김종필-박태준과의 연합으로 그동안 계속 김대중을 괴롭혔던 색깔론 시비를 차단할 수 있었다.
- 호남 외에는 표의 확장성이 떨어졌던 김대중에게 충청과 대구, 경북에서 엄청난 표의 확장을 불러왔다.
- 주요 거점이었던 충청을 선점함으로써 대권 가도에 유리한 고지를 점령했다.

## 선거 결과
김대중은 1992년 대선에서 얻은 804만 표에 무려 228만 표를 더하여 이회창후보보다 39만표를 앞선 총 1032만표를 얻고 제15대 대통령에 당선되었다. 단 이 승리에서는 492만표를 얻은 이인제의 대선출마가 한몫했다. 특히 열세 지역이었던 대구·경북에서 14대 대선보다 5% 많은 13%의 득표를 기록하여 반(反) DJ감정을 어느 정도 극복하는데 성공했다. 또한 충청 지역에서 무려 43만 표를 벌려 영남 몰표를 어느정도 차단하는데 성공했다.

## 대선 이후
자유민주연합과 새정치국민회의(이후 새천년민주당)은 연립정부를 구성하였고, 대한민국 제16대 총선에서 자민련이 17석을 획득, 단독으로 교섭단체 등록을 할 수 없게 되자 새천년민주당은 의원직 꿔주기를 하여 당적을 옮겨주기도 했다. 내각제 개헌 약속은 지켜지지 못했다. 이후 지나친 김종필의 내각 내 장관임명권 행사는 동교동계 인사들의 반발을 불러일으켜 DJP연합은 파국을 맞게 된다.